# Șimnicu de Sus
Şimnicu de Sus es una comuna ubicada en el distrito de Dolj, Rumania.

## Superficie
Posee una superficie de 81,43 kilómetros cuadrados.

## Demografía
Hasta 2021 la población era de 5733 habitantes, con una densidad de población de 70,40 habitantes por kilómetro cuadrado.